# Christian Bach (Radsportler)
Christian Bach (* 22. März 1979 in Meiningen) ist ein ehemaliger deutscher Radsportler, der vorwiegend Rennen auf der Bahn bestritt.

## Sportliche Laufbahn
Christian Bach begann seine sportliche Laufbahn beim Radsportverein RSV Blau-Weiß Meiningen im Straßenradsport und wechselte 1998 zum RSC Turbine nach Erfurt, wo er das Sportgymnasium besuchte. Christian Bach gewann bei den Junioren-Bahn-Radweltmeisterschaften 1997 die Bronzemedaille in der Einerverfolgung und die Silbermedaille in der Mannschaftsverfolgung. 1999 wurde er schon als Junior zum ersten Mal deutscher Meister in der Mannschaftsverfolgung der Männer. Diesen Titelgewinn konnte er in den Jahren 1999, 2001, 2003 und 2004 mit verschiedenen Partnern wiederholen. Bei den UCI-Bahn-Weltmeisterschaften 2001 in Antwerpen gewann er die Bronzemedaille in der Mannschaftsverfolgung, 2002 gewann er Silber in Ballerup bei Kopenhagen. Neben seinen Erfolgen bei deutschen und Weltmeisterschaften errang Bach Siege und gute Platzierungen bei Bahnrad-Weltcups, Sechstagerennen und Straßenrennen. 2008 wurde er Polizei-Europameister im Einzelzeitfahren.
Bei den UCI-Straßen-Weltmeisterschaften 2003 in Stuttgart weigerte sich Bach gemeinsam mit Daniel Becke, Jens Lehmann und Sebastian Siedler vom TEAG Team Köstritzer auf Anweisung des Thüringer Landestrainers Jens Lang, gemeinsam mit den Berliner Fahrern Guido Fulst und Robert Bartko in einer Mannschaft zu fahren, woraufhin der deutsche Vierer überhaupt nicht an den Start ging. Bach wurde aus dem Nationalkader ausgeschlossen und nahm in der Folge nicht an den Olympischen Spielen in Athen teil. Er verlor seine Unterstützung durch die Sporthilfe und seinen Status als Sportsoldat. Später entschuldigte er sich beim Bund Deutscher Radfahrer für sein Verhalten.

## Berufliches
Christian Bach war Mitglied der Sportfördergruppe „Sommer“ am Bildungszentrum der Thüringer Polizei in Meiningen. 2014 eröffnete er in Erfurt das Fahrradgeschäft Bachus Bike und initiierte das Jedermann-Team Team Bachus Bike. In Teilzeit war er als Polizeibeamter tätig.

## Erfolge
1997
- Junioren-Weltmeisterschaft – Mannschaftsverfolgung (mit Robert Kaiser, Marco Hesselschwerdt und Eric Baumann)
- Junioren-Weltmeisterschaft – Einerverfolgung

1998
- Deutscher Meister – Mannschaftsverfolgung (mit Sebastian Siedler, Jens Lehmann und Daniel Becke)

1999
- Deutscher Meister – Mannschaftsverfolgung (mit Sebastian Siedler, Jens Lehmann und Daniel Becke)

2001
- Weltmeisterschaft – Mannschaftsverfolgung (mit Sebastian Siedler, Jens Lehmann und Guido Fulst)
- Deutscher Meister – Mannschaftsverfolgung (mit Sebastian Siedler, Jens Lehmann und Christian Müller)

2002
- Weltmeisterschaft – Mannschaftsverfolgung (mit Sebastian Siedler, Jens Lehmann und Guido Fulst)

2003
- Weltcup – Mannschaftsverfolgung (mit Jens Lehmann, Andreas Müller und Sebastian Siedler)
- Deutscher Meister – Mannschaftsverfolgung (mit Sebastian Siedler, Jens Lehmann und Daniel Schlegel)

2004
- Deutscher Meister – Mannschaftsverfolgung (mit Sascha Damrow, Jens Lehmann und Tony Martin)

## Teams
- 2004: Teag Team Köstritzer
- 2006: Thüringer Energie Team (ab 14. Juni)
- 2007: Continental Team Milram
- 2008: Continental Team Milram
- 2009: Continental Team Milram